# ارمودلو
ارمودلو روستایی در دهستان گلستان بخش مرکزی شهرستان گرمه استان خراسان شمالی ایران است.

## جمعیت
بر پایه سرشماری عمومی نفوس و مسکن در سال ۱۳۹۵ جمعیت این مکان ۱۹۹ نفر (۶۵خانوار) بوده‌است.